# Тихонов, Александр Николаевич (учёный)
Алекса́ндр Никола́евич Ти́хонов (7 октября 1947, Ялта, Крымская область, РСФСР — 9 декабря 2016, Москва, Российская Федерация) — советский и российский учёный, деятель образования и государственный деятель. Министр общего и профессионального образования Российской Федерации (1998), действительный член РАО (2009).

## Биография
В 1972 году окончил Московский институт электронного машиностроения (МИЭМ) по специальности «Материаловедение электронной техники» и работал в этом же учебном заведении: инженером, старшим инженером, старшим преподавателем, доцентом. Был сотрудником, затем возглавлял Студенческое конструкторское бюро МИЭМ, которое при его участии стало лауреатом Премии Ленинского комсомола.
С 1984 года — секретарь парткома, а с 1986 года — проректор МИЭМ. В 1987—1989 годах занимал пост ректора МИЭМ.
С 1990 года — заместитель председателя Государственного комитета РСФСР по делам науки и высшей школы.
В 1991—1993 годах — заместитель министра науки, высшей школы и технической политики.
В 1993—1996 годах — первый заместитель председателя Государственного комитета Российской Федерации по высшему образованию.
В 1996—1998 годах — первый заместитель министра общего и профессионального образования России.
С апреля по август 1998 года являлся министром общего и профессионального образования России.
До апреля 2013 года возглавлял Федеральное государственное автономное учреждение «Государственный научно-исследовательский институт информационных технологий и телекоммуникаций» (ФГАУ ГНИИ ИТТ «Информика»). Длительное время заведовал кафедрой «Материаловедение электронной техники» МИЭМ.
В связи с объединением МИЭМ и ВШЭ в 2012 году был назначен Научным руководителем — директором МИЭМ НИУ ВШЭ.
Похоронен на Донском кладбище в Москве.

## Научная и педагогическая деятельность
Известен своими работами в области космического и радиационного материаловедения.
В последние годы работал в области научно-методического обеспечения информатизации образования, методики применения информационных технологий в сфере образования и науки.
Является автором более 150 научных работ, учебников и учебных пособий. Под его руководством защищены 16 кандидатских и 7 докторских диссертаций.
Доктор технических наук, профессор, академик РАО; член ряда российских и международных общественных академий наук.

## Награды и звания
Орден Трудового Красного Знамени (1981), медаль ордена «За заслуги перед Отечеством» II степени (1996).
Лауреат Государственной премии СССР. Лауреат четырёх Премий Правительства Российской Федерации (1996, 1997, 2000, 2007).
Заслуженный работник высшей школы Российской Федерации (2002). Почётный работник науки и техники Российской Федерации (2007).

## Память
- Имя присвоено Московскому институту электроники и математики Национального исследовательского университета «Высшая школа экономики»[6].

## Основные работы
- Тихонов А. Н., Бондаренко Г. Г., Паршин А. М. Радиационные повреждения и свойства сплавов. — СПб.: Политехника, 1995.
- Тихонов А. Н., Бондаренко Г. Г., Паршин А. М. Хрестоматия и специальные вопросы материаловедения. — СПб.: Политехника, 1998.
- Тихонов А. Н., Абрамешин А. Е., Воронина Т. П., Иванников А. Д., Молчанова О. П. Управление современным образованием: социальные и экономические аспекты / Под ред. А. Н. Тихонова. — М.: Вита-Пресс, 1998. — 256 с. — ISBN 5-7755-0075-X.
- Тихонов А. Н., Цветков В. Я. Методы и системы поддержки принятия решений / Под ред. А. Н. Тихонова. — М.: МАКС Пресс, 2001. — 312 с. — ISBN 5-317-00309-1.
- Иванников А. Д., Тихонов А. Н., Цветков В. Я. Основы теории информации. — М.: МАКС Пресс, 2007. — 356 с.
- Тихонов А. Н., Иванников А. Д., Соловьёв И. В., Цветков В. Я. Основы управления сложной организационно-технической системой. Информационный аспект. — М.: МАКС Пресс, 2010. — 208 с. — ISBN 978-5-317-03123-7.
- Тихонов А. Н., Иванников А. Д., Соловьёв И. В., Цветков В. Я., Кудж С. А. Концепция сетецентрического управления сложной организационно-технической системой. — М.: МАКС Пресс, 2010. — 136 с.